# Panurginus montanus
Panurginus montanus is een vliesvleugelig insect uit de familie Andrenidae. De wetenschappelijke naam van de soort is voor het eerst geldig gepubliceerd in 1861 door Giraud.